# 1600 год в музыке
С этого года исследователи ведут отсчёт развития музыки эпохи барокко (1600—1760). Приблизительно в это время появился новый музыкальный жанр интермеццо.

## События
- 7 октября — на свадьбе короля Франции Генриха IV с Мария Медичи состоялась премьера «Представления о душе и теле» композитора Эмилио де Кавальери — первой известной оратории, по другой трактовке — одна из первых опер[1][2], так называемая «духовная опера».

## Опера
- Якопо Пери — опера «Эвридика» (самая ранняя дошедшая до нашего времени опера)[3].
- Джулио Каччини — опера «Эвридика».

## Публикации
- Томас Морли опубликовал сборник «Первая книга арий», то есть песен в новомодном гомофонно-гармоническом складе, на манер итальянских «монодий».

## Скончались
- Клод Лежён (фр. Claude Le Jeune) — французский композитор (родился в 1528 или 1530).